# Дреј
Дреј (фр. Dreuilhe) насеље је и општина у јужној Француској у региону Миди Пирене, у департману Арјеж која припада префектури Фоа.
По подацима из 2011. године у општини је живело 367 становника, а густина насељености је износила 52,96 становника/km². Општина се простире на површини од 6,93 km². Налази се на средњој надморској висини од 494 метара (максималној 765 m, а минималној 464 m).

## Демографија
| 1962. | 1968. | 1975. | 1982. | 1990. | 1999. | 2011. |
| ----- | ----- | ----- | ----- | ----- | ----- | ----- |
| 224   | 310   | 308   | 330   | 389   | 326   | 367   |

График промене броја становника у току последњих година